# Plantas oriundas domesticadas en el Perú
La domesticación de plantas es un proceso comenzado hace 10000 años ,cuando estaba finalizando el  Pleistoceno junto con los nómadas.Esto sucedió por el cambio climático y el aumento de población.Las plantas oriundas domesticadas en el Perú es un conjunto aproximado de unas 182 plantas que, en un largo proceso de milenios, desde su estado silvestre el hombre peruano ha podido domesticar, y en la actualidad, corresponde a un conjunto de especies de cultivo controlable. De ellas 174 son de regiónandina, amazónica y costeña y siete de origen americano, que fueron ingresadas hace varios siglos.
Al comenzar a domesticar las plantas los nómadas comenzaron a plantarlas en los márgenes de los ríos y/o cerca de los manantiales para aprovechar la humedad de esos lugares , por esta razón crearon los tipis para quedarse en esos lugares y tener un sitio donde dormir hasta que llegue el amanecer y poder irse.
Los nómadas al combinar semillas y experimentar con ellas crearon nuevas especies (el frejol y el payar fueron las primeras semillas domesticadas en el territorio peruano).
En esa época el paisaje era verde ya que había mucha humedad además los nómadas por esta razón (humedad) tuvieron que fabricar un calzado que consistía en cubrirse toda la parte del pie con piel de animal , esto para no enfermarce o pasar frío .

## Distribución
- Las de procedencia andina son 85 especies, que alcanzan el 44,75 % de la totalidad.
- Las de origen amazónico totalizan 85 especies, que no sino el 46,96 % del todo domesticado.
- Finalmente, las de génesis costeña son ocho especies significando el 4,43 % de las plantas domesticadas en Perú.

### Posible origen americano
Alcanzan la cifra de siete especies, las que pudiesen haber sido introducidas en épocas muy antiguas (entre ellas: maíz y maní), cuyas muestras se hallan en los yacimientos posteriores. Otras han sido traídas en épocas posteriores, posiblemente aceptables con dubitaciones, si ciertamente ya eran parte de la agricultura de Perú antes del arribo europeo. También se debate si trajeron en la fase de la conquista desde América central (ají sebiche y chayote).

## Usos diversos
1. Alimentación: 117
2. Ornamentales:  51
3. Herramientas: 2
4. Tintes y colorantes: 1
5. Estimulantes:  3
6. Látex: 1[3]
7. Pesticidas:  1
8. Fibras: 4
9. Medicinal: 2
10. Saponificador 1

### Grupo alimentos
1. Granos: 10
2. Frutas: 58
3. Cormo,raíz, rizoma o tubérculo: 25
4. Condimento: 10
5. Verdura: 10
6. Nueces: 2
7. Semillas

## Miscelánea
- En Perú existen 9 especies de papas domesticadas, con miles de variedades. Sólo una de ellas es cultivada en gran cantidad  a nivel mundial, pues, es la papa blanca o común : Solanum tuberosum. El aporte de la papa significa una incuantificable contribución a la alimentación de la humanidad a escala de toda la Tierra.

- El camote se presenta en unos 1 500 ecotipos. En la mayor parte de Perú es alimento básico. De igual modo es un alimento importante en varios continentes.
- El maíz ( sara) que viene de Centro América, con antigüedad de seis mil años en Perú, se ha adaptado a diferentes pisos ecológicos. Hay 36 variedades.
- El algodón es uno de cultivos más significativos a escala mundial. Para fibra, aceite y derivados.
- El achiote, parte del cultivo de Asia y de África, da la bixina, un tinte valioso.
- La shiringa o jebe de cultivo considerable en Asia. De importancia industrial de primer orden.
- Papaya que pudiera ser el frutal más cultivado en las áreas tropicales y subtropicales.
- Yacón que están cultivando ya en otros países.
- Quina proveedora de la quinina, cura del paludismo.[4] Además.[5]

## Nexos externos
- Datos: Q16619562